# Ole Oftedal
Ole Johan Oftedal, född 4 augusti 1954 i Oslo, är en svensk företagsledare.
Ole Oftedal kom till Sverige under uppväxtåren och bodde med föräldrarna ingenjören Lars-Johan Oftedal och läraren Inga-Lill, ogift Eklund, i Västerås. Han tog examen som civilekonom vid Handelshögskolan i Stockholm 1976. Han var anställd hos Burroughs 1976–1978, HHS och IFL 1978–1981 samt Nordstjernan AB 1981–1986.
Sedan följde olika tjänster som verkställande direktör, först för AB Linjebuss 1986–1996 följt av Fritidsresor AB 1996–2000 och Izi Ventures från 2000. Han har varit ledamot i bolagsstyrelserna för Connecta AB, Thomson Travel Group (pic), Connex AB och Britannia Scandinavia AB. Sedan 2015 är Oftedal VD för Fågelviksgruppen.
Han var mellan 1978 och 1991 gift med prästen Ma Oftedal (född 1954), men är nu omgift sedan 1992 med informationschef Marianne Börjeson (född 1959), dotter till Bengt Börjeson och Valborg Börjeson.